# Helena, Montana
Helena är en stad i Lewis and Clark County och huvudstad i delstaten Montana i USA. 2024 hade Helena 35 540 invånare, att jämför med cirka 27 000 invånare år 2003. Helena är administrativ huvudort (county seat) i Lewis and Clark County.